# 23andMe
Pour un article plus général, voir ADN récréatif.
23andMe est une société de biotechnologie américaine basée à Mountain View en Californie qui propose une analyse du code génétique aux particuliers. L'offre de base est d'une centaine de dollars en avril 2019 pour ce qu'ils nomment l'« Ancestry Personal Genetic Service ». Une offre « Health + Ancestry Service », plus complète, propose également des informations liées à la santé.
La société est introduite au Nasdaq le 17 juin 2021.
Touchée par un piratage massif de ses données en 2023, la société voit aussi ses performances financières se dégrader et ses orientations stratégiques fortement contestées, jusqu'à perdre 98% de sa valorisation boursière en 2024.
En mars 2025, 23andMe a annoncé son dépôt de bilan et initié un processus de revente de tous les actifs de la société.

## Historique

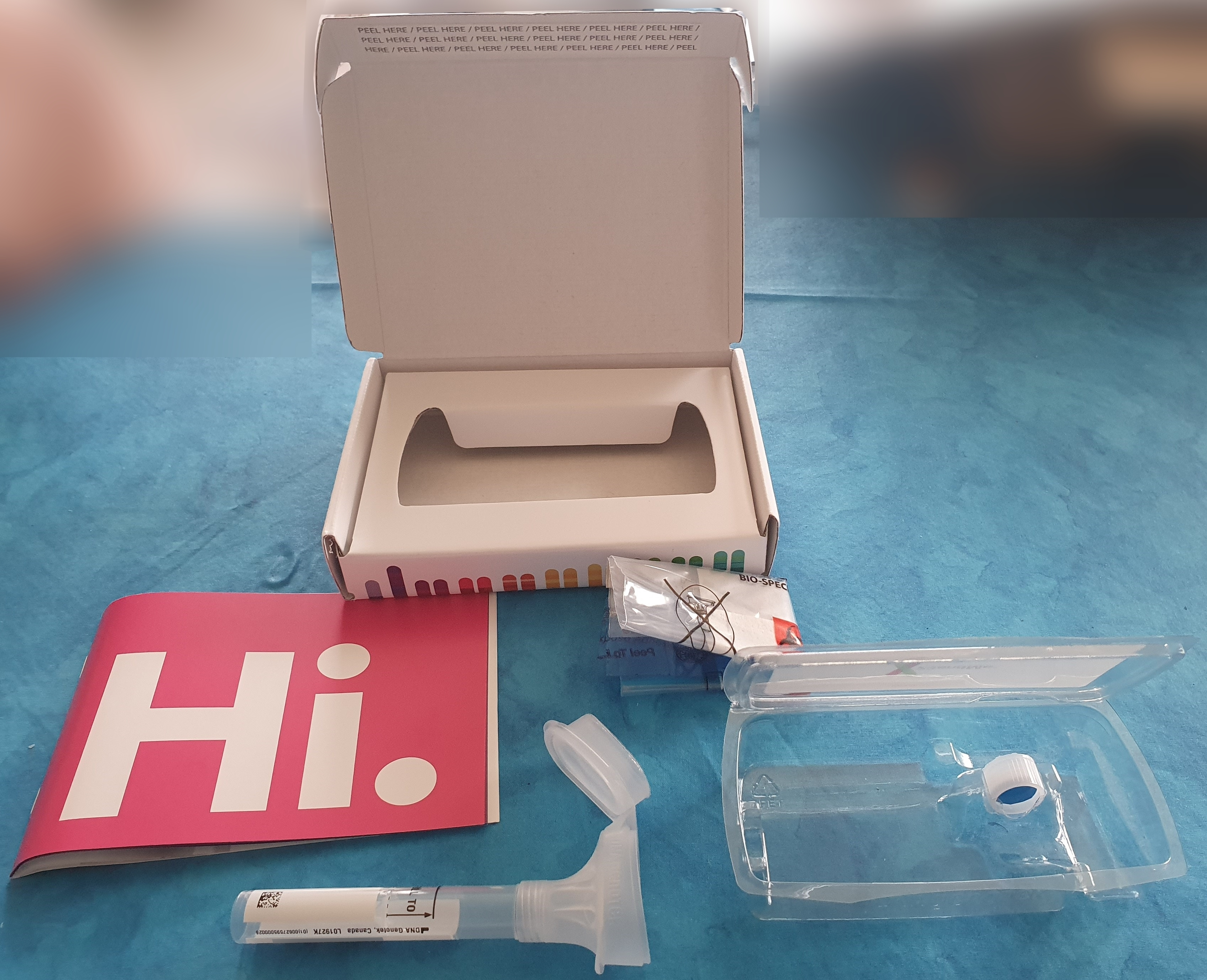
Kit de test génétique standard 23andMe en 2021.

En décembre 2007, plusieurs sociétés, incluant 23andMe et deCODE Genetics, ont annoncé la mise sur le marché de tests à 999 dollars pour identifier des polymorphismes nucléotidiques. Google a investi 3,9 millions de dollars dans 23andMe, dont la cofondatrice Anne Wojcicki était alors l'épouse du cofondateur de Google, Sergey Brin. Genentech aurait aussi investi dans 23andMe.
Avant le 22 novembre 2013, pour certaines maladies ayant un marqueur génétique reconnu mais aussi simplement supposé, il était indiqué au client, en cas de présence d'un marqueur, qu'il était à risque de développer cette maladie. Ce service lié à la recherche des facteurs génétiques pour la prévention des principales maladies (diabète, cancer...), qui n'avait pas obtenu d'accord préalable, a été retiré à la suite d'une enquête des autorités américaines.
Le 19 février 2015, la Food and Drug Administration (FDA) a accordé à 23andMe une autorisation de mise sur le marché pour un test génétique qui permet la détection du port de l'allèle récessif d'un gène responsable du syndrome de Bloom, maladie génétique rare provoquant un retard de croissance pré et post-natal ainsi que par des érythèmes survenant le plus souvent au visage lors de l'exposition au Soleil. Les personnes atteintes de ce syndrome ont une incidence de cancer très élevée, ce qui constitue la principale cause de mortalité,.
En avril 2017, la FDA autorise la détection de dix maladies ou pathologies.
En octobre 2021, 23andMe annonce l'acquisition de Lemonaid Health, une entreprise spécialisée dans la consultation à distance, pour 400 millions de dollars.
En mars 2025, 23andMe a annoncé son dépôt de bilan. L'entreprise “a engagé une procédure volontaire de mise en faillite (…) afin de faciliter un processus de vente visant à maximiser la valeur de son activité”, écrit-elle dans un communiqué, ajoutant que la vente concernera “la quasi-totalité de ses actifs”,. L'ex-directrice générale Anne Wojcicki se dit déterminée à acquérir la société. Elle déclare “Bien que je sois déçue que nous en soyons arrivés à cette conclusion et que ma candidature ait été rejetée, je soutiens l'entreprise et j'ai l'intention de me porter candidate [à la reprise], écrit Anne Wojcicki dans un message publié ce matin sur X (ex-Twitter). J'ai démissionné de mon poste de CEO afin d'être dans la meilleure position pour la poursuivre en tant qu'acquéreur indépendant.”. 
Un processus d’enchères compétitif est mis en place pour le rachat de 23andMe. Initialement, en mai 2025, Regeneron fait une offre de 256 millions de dollars,,. Finalement, 23andMe, valorisée à une capitalisation boursière de 149,27 millions $, annonce le vendredi 13 juin 2025 avoir conclu un accord définitif pour vendre la quasi-totalité de ses actifs à TTAM Research Institute, une organisation à but non lucratif dirigée par la cofondatrice de l’entreprise, Anne Wojcicki, pour 305 millions $. La transaction comprend le Service de Génome Personnel de 23andMe, les Services de Recherche et l’activité Lemonaid Health. A cet instant, l’entreprise fait face à d’importants défis financiers, avec un EBITDA de -164,89 millions $ au cours des douze derniers mois.

## Activité économique et financière

### Produits et services
Le principal produit commercialisé est un test génétique de la salive vendu directement aux particuliers. Ce test permet de déceler des prédispositions génétiques et de trouver des ancêtres ou des parents éloignés.

### Clients
Depuis l'origine jusqu'en 2021, 11,3 millions de personnes ont été testées génétiquement ; parmi celles-ci, 8,9 millions ont autorisé la société à utiliser leurs données pour enrichir sa base de données.
L'entreprise 23andMe a vendu les données de cinq millions de ses clients au laboratoire pharmaceutique GlaxoSmithKline.

### Cotation en bourse
En 2021, la société entre au Nasdaq sous le regard favorable des analystes.
Début 2024, après la baisse de l'engouement dont elle a été l'objet à ses débuts et le piratage de ses données en 2023, la valorisation de la société, qui avait à ses débuts approché les 6 milliards de dollars, chute pour atteindre un niveau quasiment nul,.

### Dépôt de bilan
En mars 2025, 23andMe a annoncé son dépôt de bilan, incapable de trouver un modèle économique viable malgré plusieurs tentatives de restructuration, et Anne Wojcicki, directrice générale, démissionne avec effet immédiat, tout en conservant un siège au conseil d’administration,,,,.

## Critiques scientifiques
La promesse marketing de l'entreprise a été critiquée pour la place exagérée donnée à la part génétique des caractères, normaux ou pathologiques, les facteurs environnementaux pouvant jouer un rôle parfois prépondérant dans l'expression d'un gène. Il n'est donc pas possible de prédire de manière fiable l’occurrence d'une maladie génétique uniquement par analyse du génome.

## Vol de données (2023)
Fin 2023, après avoir signalé que 14 000 comptes avaient été compromis, la société a reconnu que les informations personnelles d'au moins 6,9 millions d'utilisateurs ont été l'objet d'un vol de données, qui remet en questions la cybersécurité et la confidentialité pour les clients. Les données volées étaient notamment des noms, liens de parenté, données généalogiques et localisations géographiques. Selon 23andme, les données génétiques elles-mêmes sont restées protégées.